# Catasetum semicirculatum
Catasetum semicirculatum är en orkidéart som beskrevs av Francisco E.L.de Miranda. Catasetum semicirculatum ingår i släktet Catasetum och familjen orkidéer. Inga underarter finns listade i Catalogue of Life.